# Wilhelm I z Nysy
Wilhelm I z Nysy (ur. pierwsza dekada XIII w., zm. 28 września 1273) – polski duchowny katolicki, biskup lubuski.

## Pochodzenie. Rodzina
Pochodził najpewniej z rodu Jaksiców, z rycerskiej rodziny spokrewnionej z kasztelanem opolskim Zbrosławem ze Śmicza o spornym statusie majątkowym (od niskiego po możne) i miejscu rozsiedlenia (Nysa (Opolszczyzna), Górny Śląsk). Był najpewniej synem rycerza biskupiego komesa Mateusza (względnie Macieja), a dowodnie bratem późniejszego podczaszego biskupa wrocławskiego Tomasza I Śmiła, urodzonym w pierwszej dekadzie XIII wieku, być może bratem Immy (alternatywnie był nim Wilhelm II), pozostającym w związkach rodzinnych z dwoma kolejnymi biskupami wrocławskimi (jako krewny Tomasza II i powinowaty Tomasza I).

## Kanonik wrocławski
Jako kanonik wrocławskiej kapituły katedralnej poświadczony w latach 1223–1250, jako magister – od 1248 (studia odbył zapewne w latach 1239/1240–1248, najprawdopodobniej w Paryżu, a nie w Bolonii), wcześniej (lata 1235–1236) dowodnie przebywał w najbliższym otoczeniu biskupa Tomasza I. Błędnie identyfikowany z Wilhelmem, kandydatem na biskupstwo ołumunieckie po jego opróżnieniu w 1240, a związki kanonika wrocławskiego z Nysą (z której się w pewnym okresie pisał) wiązały się najpewniej z jego działalnością administracyjną w tamtejszych dobrach (jako prawdopodobnie prokurator biskupi), choć możliwe jest także określenie odziedziczone po ojcu, natomiast na pewno nie był tamtejszym plebanem. Jako kanonik wrocławski znany z dziesięciu dokumentów (w tym pięciu pochodzących z lat 1248–1250, z których dwa były dyplomami księcia wrocławskiego Henryka III Białego), m.in. 27 września 1248 był wystawcą dokumentu dla miechowskich bożogrobców nadających im nabyte jeszcze przez jego ojca (już po śmierci tegoż) 6 łanów w Kolnowicach. Prócz powyższych dóbr Wilhelm posiadał też (do 1253) tytułem lenna biskupiego (odziedziczonego po ojcu) dobra i dochody w Domaszkowicach, Kubicach i Wierzbięcicach, jak i nadnyskie leśne łany w liczbie 12.

## Biskup lubuski
Biskupstwo lubuskie objął przed 7 marca 1252, dzięki staraniom arcybiskupa magdeburskiego. Mimo tendencji do podtrzymywania związków z metropolią gnieźnieńską, za jego rządów nasiliły się dążenia metropolity magdeburskiego do podporządkowania sobie diecezji lubuskiej. Wilhelm z Nysy uzyskał zatwierdzenie papieskie jurysdykcji kościelnej biskupów lubuskich na Rusi w 1257. Przeniósł rezydencję biskupią z Lubusza do Górzycy w 1276.